# Jean-Baptiste Édouard Bornet
Jean-Baptiste Édouard Bornet, francoski botanik in akademik, * 2. september 1828, Guérigny, † 18. december 1911, Pariz.
Bornet je najbolj znan po svojem raziskovanju pijavk in kot prvi, ki je odkril reprodukcijski proces rdečih alg.

## Dela
- Notes algologiques (1847-1880)
- Études phycologiques (1878)